# Jagoda Lazarević
Jagoda Lazarević (cyr. Јагода Лазаревић; ur. 1969 w Belgradzie) – serbska ekonomistka i urzędniczka państwowa, od 2025 minister handlu wewnętrznego i zagranicznego.

## Życiorys
Ukończyła szkołę średnią w Belgradzie. Studiowała ekonomię biznesu i finanse na Webster University w Genewie i Wiedniu, uzyskując w 1991 licencjat. Na podstawie nostryfikacji w 1996 na Uniwersytecie w Belgradzie otrzymała magisterium z ekonomii. Przez kilkanaście lat pracowała w rodzinnym przedsiębiorstwie. Od 2008 związana z administracją rządową jako urzędniczka w resortach gospodarczych. W latach 2013–2020 była doradczynią do spraw międzynarodowych stosunków gospodarczych przy wicepremierze i ministrze odpowiedzialnym za handel. W 2020 została pełniącą obowiązki zastępcy ministra właściwego do spraw handlu, odpowiadała za dwustronną współpracę gospodarczą. W 2021 przeszła do ministerstwa spraw zagranicznych, w 2022 powołana na pełniącą obowiązki zastępcy ministra do spraw dyplomacji ekonomicznej. Była też serbskim komisarzem generalnym do spraw wystawcy Expo 2020 w Dubaju.
W kwietniu 2025 objęła urząd ministra handlu wewnętrznego i zagranicznego w rządzie Đura Macuta.